# Haut-Rhin
Haut-Rhin je francouzský departement ležící v regionu Grand Est. Pojmenovaný je podle řeky Rýn (v překladu Horní Rýn). Hlavní město je Colmar.
Haut-Rhin a Bas-Rhin se 1. ledna 2021 sloučily do tzv. Collectivité territoriale, pod názvem Collectivité européenne d'Alsace.

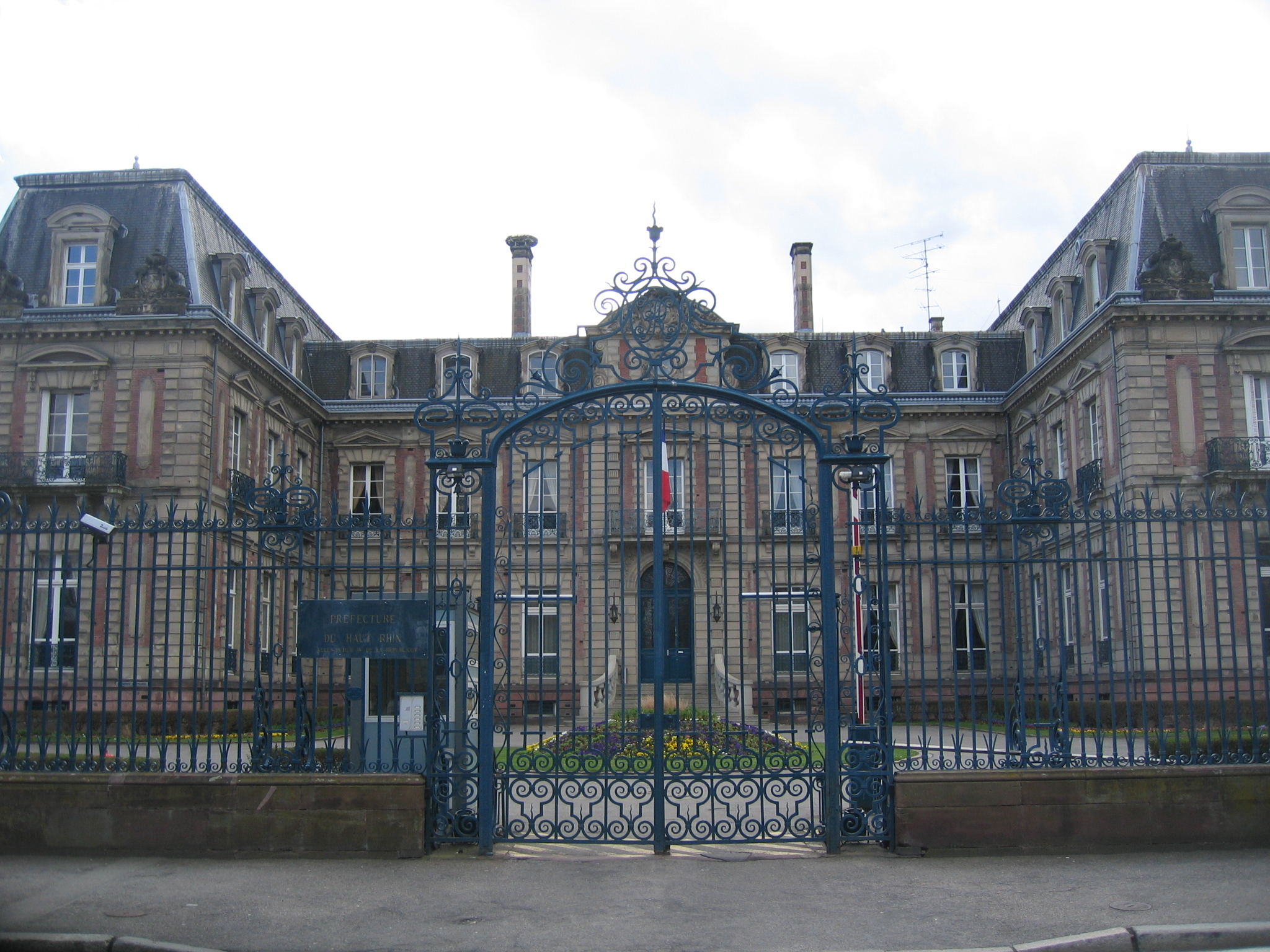
Sídlo prefektury v Colmaru

## Historie
Území departementu Haut-Rhin bylo součástí někdejší říšské země Alsasko-Lotrinsko.
V roce 2021 je jedním ze tří departementů Alsaska-Moselska, které jsou specifické místními zákony v rámci Francie.